# Emmanuel Addai
Emmanuel Addai (Kumasi, 1 de agosto de 2001) es un futbolista ghanés que juega como centrocampista en el Qarabağ F. K. de la Liga Premier de Azerbaiyán.

## Trayectoria
Nacido en Kumasi, es un jugador formado en la Academia del JMG Bamako.
En septiembre de 2021 firmó por el Football Club 93 Bobigny-Bagnolet-Gagny del Championnat National 2, la cuarta división de fútbol del país galo.
El 12 de julio de 2022 firmó por tres temporadas con la A. D. Alcorcón de la Primera División RFEF. En la temporada 2022-23, no pudo jugar hasta el mes de enero, al no poder ser inscrito por trámites burocráticos. En la segunda vuelta de la competición participó en 17 partidos en los que anotó dos goles.
El 23 de agosto de 2024 firmó un contrato de dos años con el Qarabağ F. K.

## Clubes
Actualizado al último partido disputado el 14 de agosto de 2023.
| Club           | País       | Año       | Partidos | Goles |
| -------------- | ---------- | --------- | -------- | ----- |
| AF Bobigny     | Francia    | 2021-2022 | 33       | 5     |
| A. D. Alcorcón | España     | 2022-2024 | 19       | 2     |
| Qarabağ F. K.  | Azerbaiyán | 2024-     |          |       |

## Palmarés

### Títulos nacionales
| Título                     | Club          | País       | Año  |
| -------------------------- | ------------- | ---------- | ---- |
| Liga Premier de Azerbaiyán | Qarabağ F. K. | Azerbaiyán | 2025 |